# Lola Romero
María Dolores Romero Martín, más conocida como Lola Romero (Río de Janeiro, Brasil, 26 de diciembre de 1966), es una exdeportista, empresaria del sector de la hostelería y directiva española. Actualmente es la dueña de Pastelerías Ipanema, directora general del Club Atlético de Madrid Femenino y Vicepresidenta primera de la Asociación de Clubes de Fútbol Femenino.
Lola ha sido campeona de España de judo y seleccionada española en fútbol sala. 
Lola fue junto a María Vargas la responsable de que el Atlético de Madrid volviese a crear una sección femenina de fútbol en 2001. Fue su primera presidenta, cargo en el que permaneció hasta 2016, cuando el equipo se integró completamente en el club. Desde entonces es su directora general. El equipo empezó en el nivel más bajo de la competición y bajo su mandato ha crecido hasta ganar la Copa de la Reina en 2016 y las ligas de 2016-17, 2017-18 y 2018-19.
Bajo la dirección de Lola el club también ha recibido múltiples por su contribución al deporte femenino.

 Lola suele participar como ponente en charlas y debates sobre el deporte femenino y su profesionalización.

## Infancia y juventud
Los padres de Lola Romero emigraron de España a Brasil, donde vivieron durante 17 años y nació Lola. Regresaron a Madrid cuando Lola tenía 3 años. Sus padres, junto a su tío, montaron la pastelería «Hermanos Romero», que luego fue rebautizada como «Ipanema». Ocupados con la pastelería sus padres apuntaron a Lola a diversas actividades como los Scouts de Moratalaz, el inglés y el judo.
Lola empezó a practicar el judo a los 11 años al ir a ver a su hermano entrenarse. Compitió con la selección española durante seis años y en 1984 Lola logró el campeonato de España de judo. Lola dejó el judo para centrarse en la empresa de hostelería que creó. Fue colaborada en la sección de judo del Diario As durante 4 años y fundó la revista Judo Prensa y cubrió los Juegos Olímpicos de Seúl 1988.
Con 21 años se independizó por diferencias con sus padres. Tras tres años se reconciliaron y le permitieron gestionar una tienda en Madrid. Durante dos meses trabajó con la ONG Congregación Salesiana Don Bosco en Perú ayudando a niños huérfanos.
Un grupo de jugadoras de fútbol sala de San Blas le pidieron patrocinio para su equipo y Lola acabó jugando en ese equipo de portera, y posteriormente en los equipos de Las Musas, Virgen del Puerto, Villalba y Mejorada, y llegó a ser internacional. Posteriormente conoció a María Vargas, que también jugaba fútbol sala y era la directora deportiva del equipo de fútbol femenino de Coslada y al lesionarse una de las porteras de ese equipo se unió a ellas en 1999 para suplirla. Siguió jugando hasta que el nuevo presidente del equipo decidió cerrar la sección femenina del club el 3 de julio de 2001.

## Atlético de Madrid

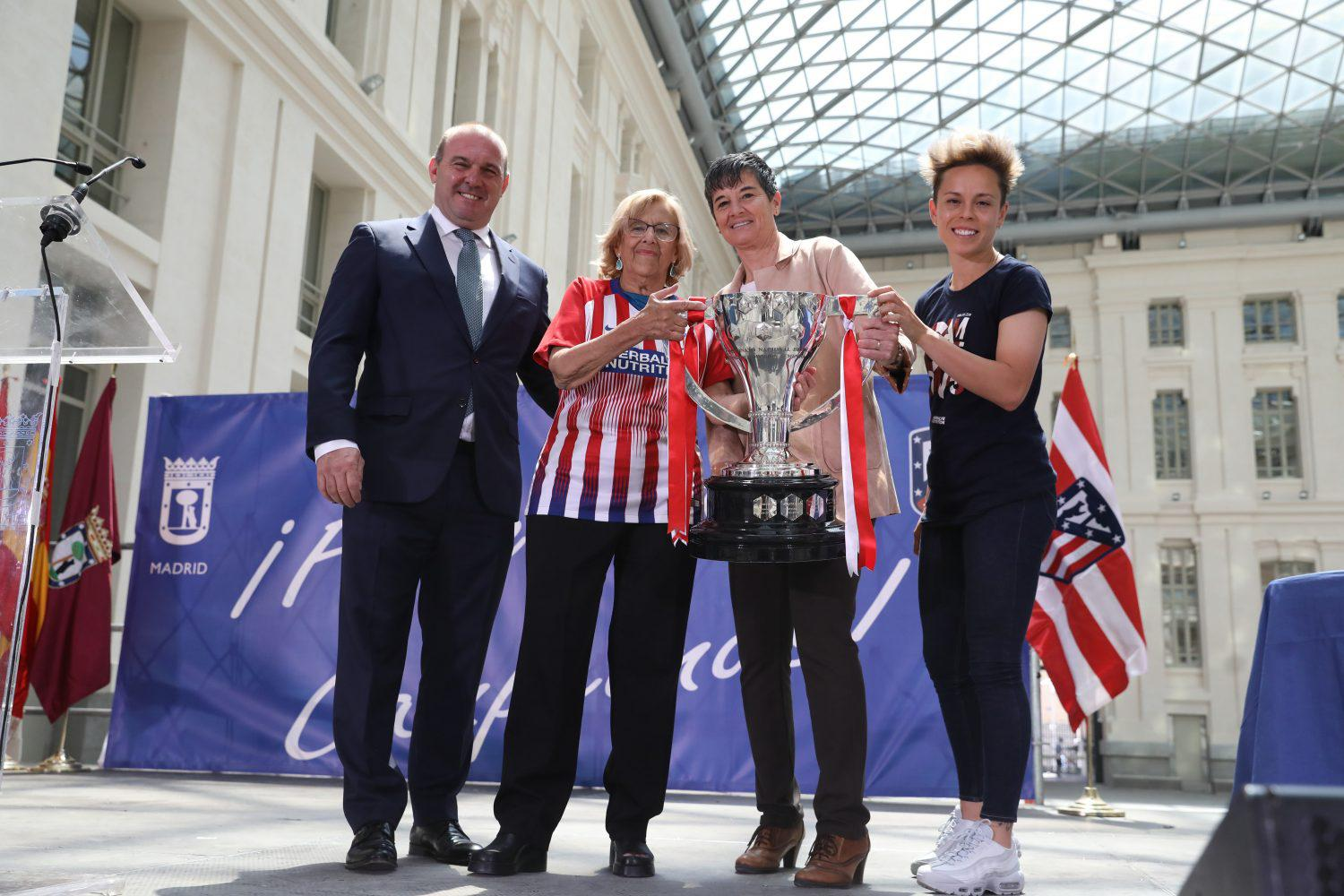
La alcaldesa recibe al equipo femenino del Atlético de Madrid ganador de la Liga Iberdrola 2019

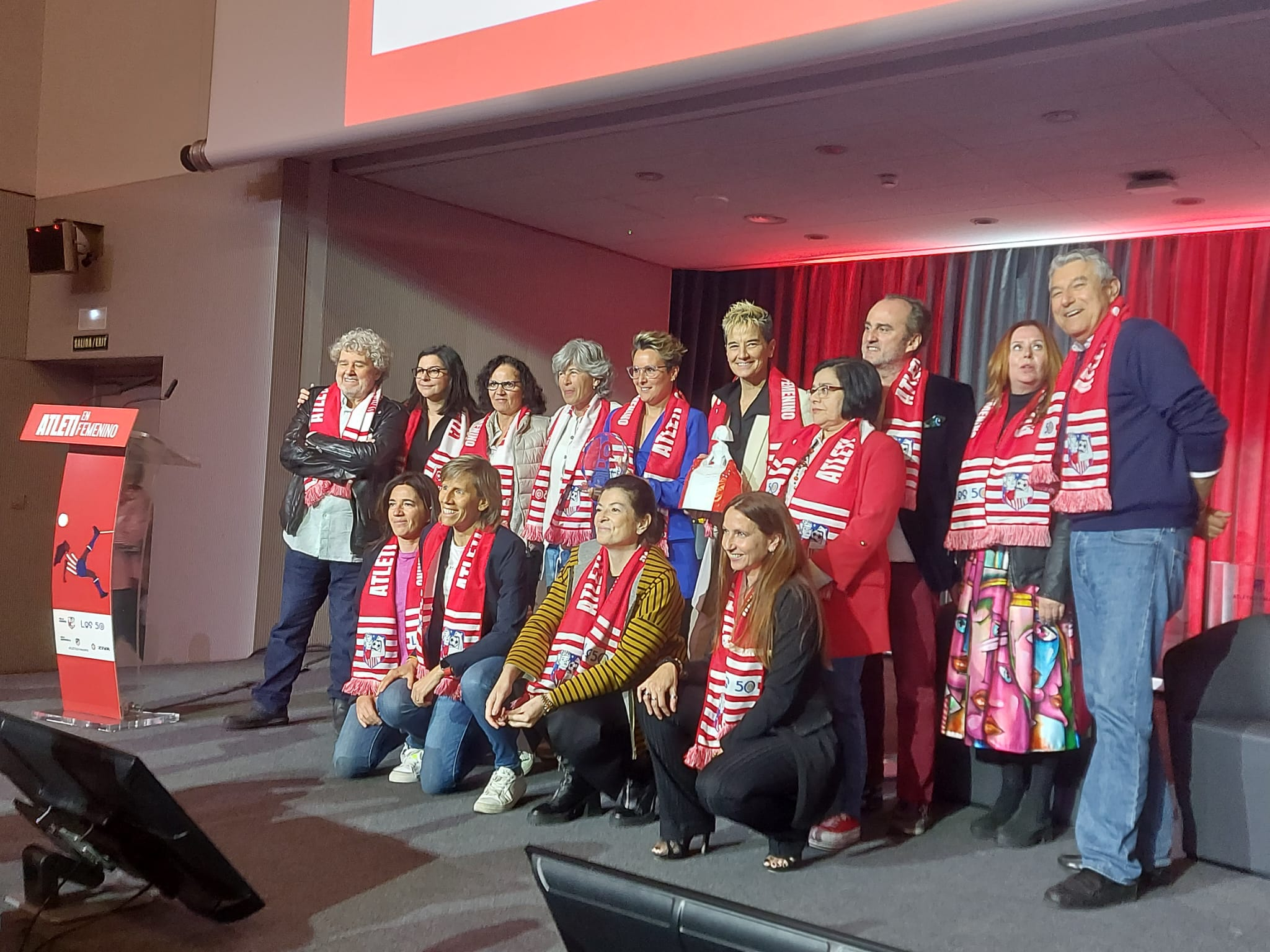
Participantes de la Primera Edición de Atleti en Femenino

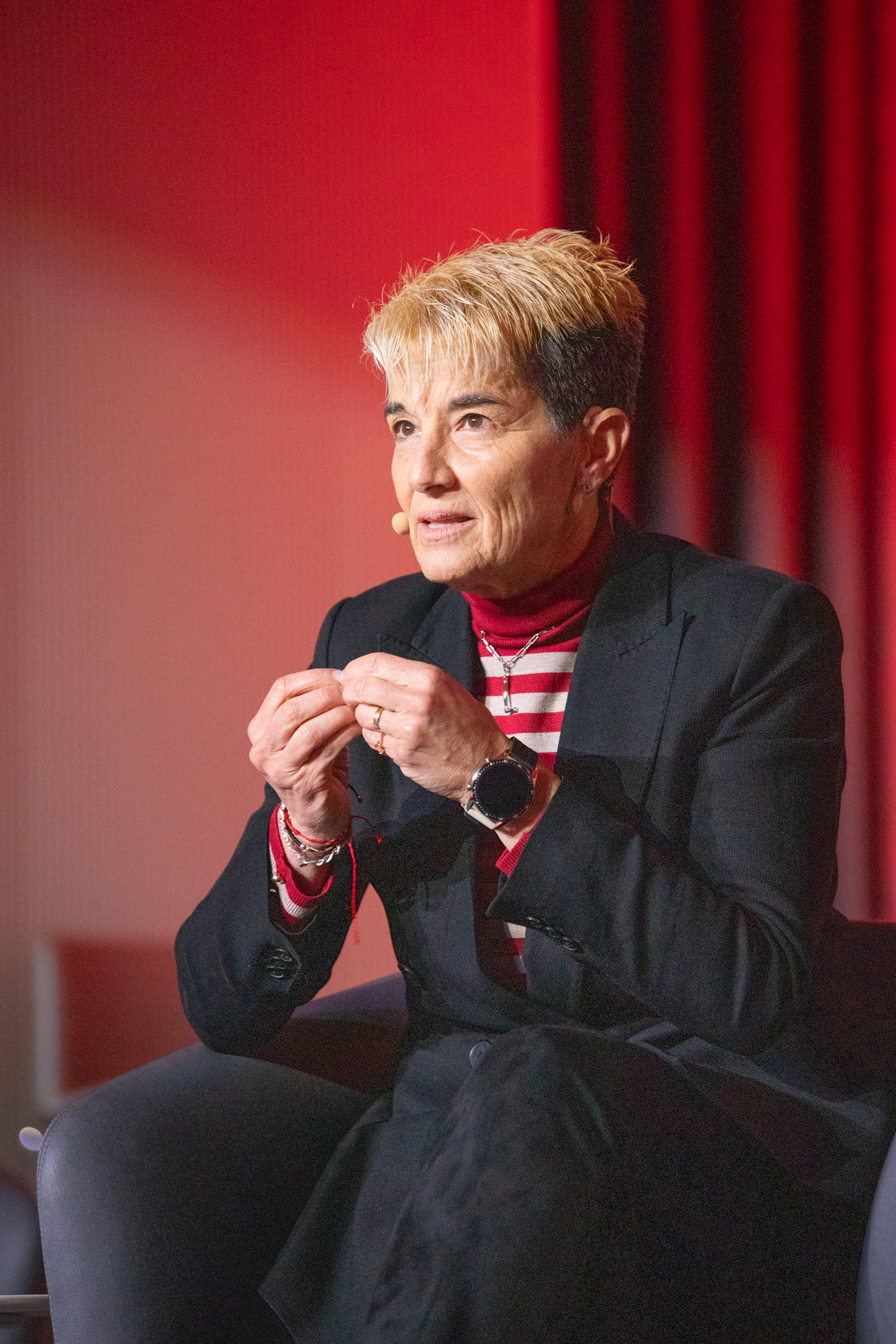
Lola Romero en una mesa en la segunda edición de Atleti en Femenino

Junto con María Vargas, que había sido jugadora de la extinta sección femenina del Atlético de Madrid, contactaron con el Atlético de Madrid a través del coordinador del fútbol base del club, Víctor Parra, para convencerlos de que abriesen de nuevo la sección femenina del club. El club accedió a su petición y les cedió la ropa del equipo cadete del año anterior, que ya no les servía por cambio de patrocinio,  y Lola dejó la portería para ser nombrada presidenta del equipo, que no estaba integrado en el organigrama del club. De esta forma en la temporada 2001/2002 se puso en marcha el denominado en un principio como Atlético Féminas. Lola consiguió encontrar un patrocinador que financiara los gastos del equipo y, por normativa de la RFEF, comenzaron en la última categoría profesional de fútbol femenino: Primera Regional.
En la temporada 2002/03 Lola creó la Escuela de Fútbol femenino, que tuvo más de 200 aspirantes a ingresar, y el primer equipo ascendió a Primera Nacional . Ese año también intercedió para que Milene Domingues fichase por el Rayo Vallecano Femenino.
Una sola temporada en Primera Nacional, la 2005/06, les sirvió para lograr el ascenso a la Superliga, quedando segundas tras el Sporting de Huelva, donde por fin, el Atlético de Madrid integró en su organigrama al Atlético Féminas, que pasaría a llamarse Club Atlético de Madrid Féminas y pudiendo entrenar en la Ciudad Deportiva del club y usar el uniforme reglamentario.
Menos de diez años después, en la temporada 2014/15, consiguió el subcampeonato de Liga, debutando en la Liga de Campeones la temporada siguiente.
Ese verano de 2016, el Club decidió integrar definitivamente y a todos los efectos al equipo femenino en su estructura, pasando los equipos femeninos a formar parte de pleno derecho del Club. Ese cambio supuso que Lola Romero dejara de ser Presidente del Club Atlético de Madrid Féminas para convertirse en directora general de la sección, de modo que el presidente, tanto del Atlético de Madrid Femenino como del Masculino, como del resto del Club, fuera desde entonces Enrique Cerezo.
La temporada de su debut europeo, coincidiendo precisamente con la mentada integración en la estructura del Club, se alzó el equipo femenino entrenado por Ángel Villacampa con la Copa de 2016. A esa Copa le seguirían tres Ligas (2017, 2018 y 2019) consecutivas los tres años siguientes. Además en diciembre de 2016 y marzo de 2017 jugaron en el Estadio Vicente Calderón ante más de 10 000 personas en marzo de 2018 en el Estadio Metropolitano ante 22 202 personas, y en marzo de 2019 ante más de 60 000 espectadores.
Los años siguientes el equipo no logró los resultados esperados en liga pero ganaron la Supercopa de 2021, y la Copa de la Reina de 2023 en la que se enfrentaron al Real Madrid en el Estadio de Butarque de Leganés, y el equipo ganó el trofeo en la tanda de penaltis tras remontar un 2-0 adverso en el tiempo de descuento. En la temporada 2023-24 lograron volver a clasificarse para la Liga de Campeones.